# Lani Pallister
Lani Glen Pallister (Sídney, 6 de junio de 2002) es una deportista australiana que compite en natación, especialista en el estilo libre. Es hija de la nadadora Janelle Elford.
Participó en los Juegos Olímpicos de París 2024, obteniendo una medalla de oro en la prueba de 4 × 200 m libre.
Ganó cuatro medallas de bronce en el Campeonato Mundial de Natación, en los años 2022 y 2025, y ocho medallas en el Campeonato Mundial de Natación en Piscina Corta, en los años 2022 y 2024.
En 2025 fue condecorada con la Medalla de la Orden de Australia (OAM). Estudió Ciencias Biomédicas en la Universidad Griffith.

## Palmarés internacional
| Juegos Olímpicos                    | Juegos Olímpicos      | Juegos Olímpicos  | Juegos Olímpicos |
| Año                                 | Lugar                 | Medalla           | Prueba           |
| ----------------------------------- | --------------------- | ----------------- | ---------------- |
| 2024                                | París (Francia)       | Medalla de oro    | 4 × 200 m libre  |
| Campeonato Mundial                  |                       |                   |                  |
| Año                                 | Lugar                 | Medalla           | Prueba           |
| 2022                                | Budapest (Hungría)    | Medalla de bronce | 1500 m libre     |
| 2025                                | Singapur (Singapur)   | Medalla de oro    | 4 × 200 m libre  |
| 2025                                | Singapur (Singapur)   | Medalla de plata  | 800 m libre      |
| 2025                                | Singapur (Singapur)   | Medalla de bronce | 1500 m libre     |
| Campeonato Mundial en Piscina Corta |                       |                   |                  |
| Año                                 | Lugar                 | Medalla           | Prueba           |
| 2022                                | Melbourne (Australia) | Medalla de oro    | 400 m libre      |
| 2022                                | Melbourne (Australia) | Medalla de oro    | 800 m libre      |
| 2022                                | Melbourne (Australia) | Medalla de oro    | 1500 m libre     |
| 2022                                | Melbourne (Australia) | Medalla de oro    | 4 × 200 m libre  |
| 2024                                | Budapest (Hungría)    | Medalla de oro    | 800 m libre      |
| 2024                                | Budapest (Hungría)    | Medalla de plata  | 400 m libre      |
| 2024                                | Budapest (Hungría)    | Medalla de plata  | 4 × 100 m libre  |
| 2024                                | Budapest (Hungría)    | Medalla de bronce | 4 × 200 m libre  |